# 李大根
李大根（?—?），山西榆次人，清朝政治人物。进士出身。
乾隆三十四年，登進士。乾隆四十九年（1784年），擔任清朝廣州府新安縣知縣。后由朱啟接任。